# Юбилейная медаль «150 лет железнодорожным войскам России»
Меда́ль «150 лет железнодоро́жным войска́м Росси́и» — ведомственная медаль Федеральной службы железнодорожных войск Российской Федерации, учреждённая приказом ФСЖВ РФ № 352 от 23 августа 2000 года.
В связи с упразднением ФСЖВ России 9 марта 2004 года и вхождением железнодорожных войск в состав Министерства обороны РФ, награждение данной медалью прекращено.

## Правила награждения
Согласно Положению медалью «150 лет железнодорожным войскам России» награждались:
- военнослужащие железнодорожных войск Российской Федерации, если они удостоены государственных или ведомственных наград Российской Федерации, РСФСР, СССР и безупречно прослужили в железнодорожных войсках 10 и более лет в календарном исчислении на день награждения;
- генералы, офицеры, прапорщики, старшины, сержанты и солдаты, состоящие в запасе (отставке), уволенные из железнодорожных войск Российской Федерации, Вооружённых сил СССР, если они удостоены государственных или ведомственных наград Российской Федерации, РСФСР, СССР и безупречно прослужили в железнодорожных войсках 20 и более лет в календарном исчислении;
- гражданский персонал воинских частей, научно-исследовательских учреждений, предприятий, организаций и военных образовательных учреждений профессионального образования железнодорожных войск Российской Федерации, если они удостоены государственных или ведомственных наград Российской Федерации, РСФСР, СССР и безупречно проработали в железнодорожных войсках 10 и более лет в календарном исчислении на день награждения;
- граждане, внесшие значительный вклад в решение задач, возложенных на Железнодорожные войска Российской Федерации.

## Правила ношения
Медаль носится на левой стороне груди и располагается после медали «За отличие в службе» в железнодорожных войсках Российской Федерации.

## Описание медали
Медаль серебристая изготавливалась из нейзильбера; имеет форму круга диаметром 32 мм. На лицевой стороне медали в лавровом венке рельефное изображение эмблемы ФСЖВ России, паровоза, электровоза и годы «1851-2001».
Медаль при помощи ушка и кольца соединяется с четырёхугольной колодкой, обтянутой муаровой лентой тёмно-зелёного цвета, по краям с чёрной широкой и белой узкой полосами. 16 мая 2002 года приказом директора ФСЖВ № 234 четырехугольная колодка была заменена на пятиугольную.
Медаль изготавливалась ООО «Орёл и Ко» (Москва), художник К. Ю. Гончаров.